# موش کانگورویی کمرنگ
موش کانگورویی کمرنگ (نام علمی: Microdipodops pallidus) نام یک گونه از سرده موش کانگورویی است.